# Archytas crucius
Archytas crucius là một loài ruồi trong họ Tachinidae.